# Litoria zweifeli
Litoria zweifeli es una especie de anfibio anuro de la familia Pelodryadidae.

## Distribución geográfica
Esta especie es endémica de Papúa Nueva Guinea. Habita en las provincias de Sandaun, Simbu y las Tierras Altas del Sur.

## Descripción
Los machos miden de 60.8 a 83.4 mm.

## Etimología
Esta especie lleva el nombre en honor a Richard George Zweifel.

## Publicación original
- Tyler, 1967 : A new species of frog of the hylid genus Nyctimystes from the highlands of New Guinea. Transactions of the Royal Society of South Australia, vol. 91, p. 191-195.[6]